# Eero Vepsälä

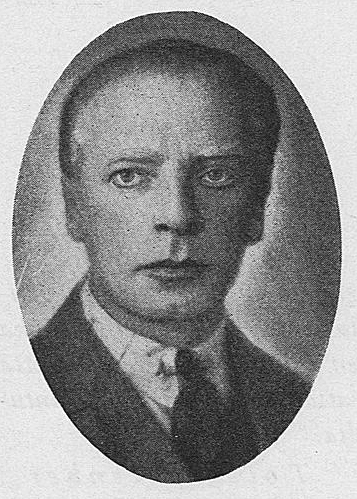
Eero Vepsälä.

Eero Vepsälä, egentligen Karl Erik Vepsäläinen, född 4 april 1894 i Juankoski, död 5 september 1935 i Helsingfors, var en finländsk skådespelare och sångtextförfattare. 
Uppvuxen i Ryssland genomgick Vepsälä grundskola i Sankt Petersburg, och anslöt sig 1915 till den av Kaarle Halme ledda Landsortsteatern. 1922–1929 spelade han vid Koiton näyttämö, var 1930 engagerad vid Björneborgs Teater och återkom året därpå till Koiton näyttämö i samband med att teatern sammanslogs med Kansan näyttämö och bildade Helsingin kansanteatteri. Vepsälä gjorde sig framför allt gällande i komiska roller.
Mellan 1926 och 1936 spelade han i fyra filmer. Vepsälä var också sångtextförfattare och upphovsman till bland annat Jätkän serenadi, som spelats in på skiva av flera artister, däribland Aarne Salonen och Dallapé-orkestern.

## Sångtexter
- Jätkän serenadi
- Minä ja Matleena
- Muori ja kitara
- Pöllölän polkka

## Filmografi
- Meren kasvojen edessä, 1926
- Ne 45000, 1933
- Minä ja ministeri, 1934
- Tulljagaren VMV 6, 1936